# Scaptodrosophila moenae
Scaptodrosophila moenae är en tvåvingeart som först beskrevs av Wheeler och Hajimu Takada 1964.  Scaptodrosophila moenae ingår i släktet Scaptodrosophila och familjen daggflugor. Inga underarter finns listade i Catalogue of Life.